# Rajasaari (ö i Norra Savolax, Norra Savolax, lat 63,24, long 26,64)
Rajasaari är en ö i Finland. Den ligger i sjön Pielavesi och i kommunen Pielavesi i den ekonomiska regionen  Övre Savolax ekonomiska region  och landskapet Norra Savolax, i den centrala delen av landet, 400 km norr om huvudstaden Helsingfors. Öns area är 21,9 hektar och dess största längd är 1,1 kilometer i nord-sydlig riktning.